# Pithecheir parvus
Pithecheir parvus är en däggdjursart som beskrevs av Cecil Boden Kloss 1916. Pithecheir parvus ingår i släktet apfotade råttor och familjen råttdjur. Inga underarter finns listade i Catalogue of Life.

## Utseende
Arten når en kroppslängd av 150 till 180 mm, en svanslängd av 170 till 215 mm och en vikt mellan 80 och 135 g. Den mjuka pälsen på ovansidan bildas av långa hår som är ljusgrå nära roten och annars rödbrun. På undersidan förekommer krämvit päls. De korta öronen är genomskinliga. Pithecheir parvus kan använda den nakna svansen som gripverktyg. Endast nära kroppen är 18 mm av svansen täckt med rödbrun päls. Den nakna delen har en gråbrun färg. Typisk är fötter som liknar apornas fötter. Tårna har klor och en lång trampdyna på undersidan. Dessutom är fötterna breda och stortån är mer rörlig än andra tår. Honans fyra spenar är ordnade i par och ligger vid ljumsken. Pithecheir parvus har en diploid kromosomuppsättning med 50 kromosomer (2n=50).

## Utbredning och ekologi
Denna gnagare förekommer på södra Malackahalvön. Individer hittades i låglandet och i låga bergstrakter upp till 1200 meter över havet. De lever i olika slags tropiska skogar.
Individerna är nattaktiva och klättrar främst i träd och i annan växtlighet. Systerarten Pithecheir melanurus har växtdelar och syrsor som föda. Hos denna art föds en unge per kull.

## Hot
Skogsbruk och skogarnas omvandling till jordbruksmark påverkar beståndet. Allmänt har arten en viss anpassningsförmåga. Hela populationens storlek är okänd. IUCN kategoriserar arten globalt som otillräckligt studerad.